# Bactrocera collita
Bactrocera collita
 es una especie de díptero que Drew y Albany Hancock describieron por primera vez en 1994. Bactrocera collita pertenece al género Bactrocera de la familia Tephritidae. 